# Don Valley Parkway
La Don Valley Parkway (DVP) è una superstrada municipale a Toronto, Ontario, Canada, che collega la Gardiner Expressway, nel centro di Toronto, con la Ontario Highway 401. A nord dell'autostrada 401, la superstrada prosegue il suo percorso come Highway 404. La strada panoramica attraversa i parchi della Don Valley, da cui prende il nome. Ha un limite massimo di velocità di 90 km/h per tutta la sua lunghezza di 15,0 km. È a sei corsie per la maggior parte della sua lunghezza, con otto corsie a nord di York Mills Road e quattro corsie a sud di Eastern Avenue. In quanto strada municipale, è pattugliata dal servizio di polizia di Toronto.
La strada panoramica è stata la seconda superstrada costruita dalla municipalità regionale Metropolitan Toronto. La progettazione iniziò nel 1954, l'anno della formazione della Metropolitan Toronto. La prima sezione è stata aperta nel 1961 e l'intero percorso è stato completato entro la fine del 1966. A sud di Bloor Street, la superstrada è stata costruita su strade già esistenti. A nord di Bloor Street, è stato costruito su un nuovo allineamento attraverso la valle, richiedendo la rimozione di diverse colline, la deviazione del fiume Don e l'abbattimento di una vasta area precedentemente occupata da una foresta. A nord di Eglinton Avenue, la superstrada segue l'ex Woodbine Avenue con diritto di precedenza verso nord fino all'autostrada 401.
Le condizioni del traffico sulla strada panoramica spesso superano la capacità prevista di 60.000 veicoli al giorno. Oggi, alcune sezioni trasportano una media di 100.000 veicoli al giorno e hanno condizioni di traffico poco scorrevole durante le ore di punta. La strada panoramica doveva essere una delle due superstrade nord-sud nel centro di Toronto. L'altro progetto è stato annullato a causa dell'opposizione della popolazione locale, lasciando, come unica superstrada nord-sud per il centro della regione, la Don Valley Parkway. La strada panoramica è utilizzata anche dagli autobus di transito regionale che possono accedere a corsie designate per superare gli incolonnamenti. Localmente la strada panoramica è soprannominata "parcheggio della Don Valley" a causa della situazione che si crea in caso di traffico molto intenso, con i paraurti delle automobili molto vicini tra loro.